# Elecciones presidenciales de Zambia de 2015
Las elecciones presidenciales se celebraron en Zambia el 20 de enero de 2015 de forma extraordinaria, para completar el mandato de Michael Sata (elegido en 2011), tras su muerte el 28 de octubre de 2014.
El candidato del oficialista Frente Patriótico, Edgar Lungu ganó por una mayoría estrecha de 27,757 votos (1.66 %) contra Hakainde Hichilema del Partido Unido para Desarrollo Nacional. Hichilema denunció las elecciones pero instó a sus seguidores a estar tranquilos.

## Antecedentes
Michael Sata ya presentaba problemas de salud desde principios de 2014, lo que generaba rumores entre sus posibles sucesores. Después de su muerte el 28 de octubre, el vicepresidente Guy Scott se convirtió en presidente interino, el primer presidente blanco del África subsahariana desde la era del apartheid en Sudáfrica con Frederik de Klerk.
La constitución requería que elecciones se celebrarán dentro de 90 días después de la muerte de un presidente. El 18 de noviembre, Scott anunció la fecha de elección, fecha en la que también empezaba el periodo para hacer campaña.

## Resultados
Lungu ganó por una mayoría estrecha de justo 27,757 votos (1.66 %). Hichilema denunció las elecciones e instó a sus seguidores para quedar tranquilos y preparar para las próximas elecciones generales en 2016.
| Candidato                            | Candidato             | Partido                                       | Votos     | %     |
| ------------------------------------ | --------------------- | --------------------------------------------- | --------- | ----- |
|                                      | Edgar Lungu           | Frente Patriótico                             | 807,925   | 48.33 |
|                                      | Hakainde Hichilema    | Partido Unido para Desarrollo Nacional        | 780,168   | 46.67 |
|                                      | Edith Nawakwi         | Foro para Democracia y Desarrollo             | 15,321    | 0.92  |
|                                      | Nevers Mumba          | Movimiento por una Democracia Multipartidista | 14,609    | 0.87  |
|                                      | Tilyenji Kaunda       | Partido Unido de la Independencia Nacional    | 9,737     | 0.58  |
|                                      | Eric Chanda           | Partido de Revolución                         | 8,054     | 0.48  |
|                                      | Elias Chipimo Jr      | Partido de Restauración Nacional              | 6,002     | 0.36  |
|                                      | Godfrey Miyanda       | Partido de Patrimonio                         | 5,757     | 0.34  |
|                                      | Daniel Pule           | Partido Democrático Cristiano                 | 3,293     | 0.20  |
|                                      | Ludwig Sondashi       | Foro para Alternativas Democráticas           | 2,073     | 0.12  |
|                                      | Peter Sinkamba        | Partido Verde de Zambia                       | 1,410     | 0.08  |
| Votos nulos/en blanco                | Votos nulos/en blanco | Votos nulos/en blanco                         | 17,313    | –     |
| Total                                | Total                 | Total                                         | 1,671,662 | 100   |
| Registrados/Votantes                 | Registrados/Votantes  | Registrados/Votantes                          | 5,166,084 | 32.36 |
| Fuente: Comisión Electoral de Zambia |                       |                                               |           |       |